# 越南共和國第18步兵師

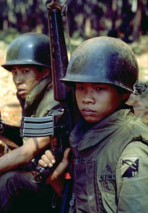
參加春祿戰鬥的第18師士兵（德克·哈斯坦德攝影）

第18步兵師是隸屬於越南共和國陸軍（南越陸軍）第3軍區的一支師級步兵戰鬥單位，因為在越南戰爭末期最後一場大型戰役——春祿戰役中對越南人民軍（北越軍）進行了頑強抵抗而聞名。

## 歷史
18師部署的地點在南越首都圈西貢周邊，1965年至1969年間負責第33戰術區，包括邊和、隆慶、福綏和頭頓等地。
在北越發動的1975年春季攻勢中，人民軍隊一路順利南下，南越許多部隊全線潰退。該年4月，準備將矛頭指向西貢的北越軍，把位於西貢東北38英里（61）處、有5條公路幹線交匯而具備戰略價值的春祿（Xuân Lộc）視為攻擊目標，在4月9日夜晚至4月10日凌晨間，派遣其下的第4軍第7師、第1師及第7軍區的第6師開始進攻春祿。但在春祿的第18師有別於之前南越軍一路兵敗如山倒的頹勢，發起了奮力反抗，而使其在越戰末期成為一突出的單位，18師師長黎明島少將便是這場最後決戰中的南越方面指揮官。
在春祿一戰中，18師與進攻的北越陸軍在兵力上為1:7的懸殊比例，相對處於劣勢，但卻與北越軍抗衡、僵持了兩周之久。在戰役結束之前，北越方面除了3個師外，均受到第18師痛擊而付出重大損失。但到了西貢陷落九天前的4月21日，第18師由於情勢所迫，必須從已因戰火而滿目瘡痍的春祿撤退，而使北越得以順勢佔領之。這個結果使得西貢東面的門戶大開，而南越總統阮文紹也因此辭職下台，流亡台灣。
春祿易手後，第18師在第3軍區司令官阮文全中將的安排下，負責防守邊和，但在戍衛邊和空軍基地時受到重創，許多士兵脫隊、甚至逃入西貢，最後該師由於4月30日時南越向北越投降而瓦解。

## 下轄單位
以下為第18步兵師存在時期的組成單位：
- 師部直屬第18偵察連（Đại Đội 18 Trinh Sát trực tiếp dưới quyền điều động của Tư lệnh Sư đoàn）
- 第43團（Trung Đoàn 43）
- 第48團（Trung đoàn 48）
- 第52團（Trung đoàn 52）
- 第180砲兵營（Tiểu Đoàn 180 Pháo Binh，155mm砲兵營）
- 第181、182、183砲兵營（Tiểu Đoàn 181, 182, và 183 Pháo Binh，155mm砲兵營）
- 第5裝甲騎兵團（Thiết Đoàn 5 Kỵ Binh），駐隆平，配有M113裝甲運兵車和M41戰車

支援單位 :
- 第18醫務營（Tiểu đoàn 18 Quân Y）
- 第18通信營（Tiểu Đoàn 18 Truyền Tin）
- 第18工兵營（Tiểu Đoàn 18 Công Binh）
- 第18軍需營（Tiểu Đoàn 18 Tiếp Vận）
- 第18運輸連（Đại Đội 18 Vận Tải）
- 第18師部連（Đại Đội 18 Tổng Hành Dinh）
- 第18公務連（Đại Đội 18 Công Vụ）
- 第18憲兵連（Đại Đội 18 Quân Cảnh）
- 偵搜分隊（Biệt Đội Quân Báo）
- 電戰分隊（Biệt Đội Tác Chiến Điện Tử）
- 技術分隊（Biệt Đội Kỷ Thuật）

## 歷任師長
- 阮文孟中將：1965年5月16日－1965年8月10日
- 呂蘭中將（Lữ Lan）：1965年8月10日－1966年9月15日
- 杜繼楷少將：1966年9月15日－1969年8月20日
- 林光書少將：1969年8月20日－1972年4月4日
- 黎明島少將（Lê Minh Đảo）：1972年4月4日－1975年4月30日